# Operation Deliberate Force
Die Operation Deliberate Force war eine militärische Operation der NATO im Auftrag der UNO, um Bedrohungen für die Mitglieder der UNPROFOR-Truppe und die Bewohner der UN-Schutzzonen durch die Armee der bosnischen Serben in Bosnien und Herzegowina zu beenden oder zu verhindern. Sie dauerte vom 30. August 1995 bis zum 20. September 1995 und wurde vorwiegend von Kampfflugzeugen einiger NATO-Mitglieder durchgeführt.

## Vorgeschichte
Die Luftoperationen der NATO in Bosnien begannen im Oktober 1992 zur Überwachung (Operation Sky Monitor) und zur Durchsetzung (Operation Deny Flight) der Flugverbotszone (No-Fly-Zone) über Bosnien-Herzegowina. Zwischen dem 12. April 1993 und Anfang März 1995 flog die NATO in Bosnien-Herzegowina 52.000 Einsätze. Diese Operationen zur Unterstützung der UNPROFOR (United Nations Protection Forces), der Überwachung des militärischen Flugverbotes über Bosnien und die Luftbrücke zur Unterstützung der Zivilbevölkerung in Sarajevo seit dem Sommer 1992 können durchaus als erfolgreich eingestuft werden. Im November 1994 betrieben serbische Truppen erstmals eine Offensive gegen die UN-Schutzzone Bihać. Im Mai wurden etwa 400 UNPROFOR-Soldaten und UN-Beobachter als Geiseln genommen. Am 12. Juli 1995 überrannten Serben die Schutzzone Srebrenica und am 19. Juli Žepa. Sie verübten das Massaker von Srebrenica und vertrieben Bosnier aus ihren Häusern und Dörfern („ethnische Säuberungen“). Nach einem blutigen Granatenüberfall auf einen Markt in Sarajevo am 28. August 1995 (Markale-Massaker) drohte UNO-Generalsekretär Boutros-Ghali mit massiven Luftschlägen gegen die bosnischen Serben. Der US-Admiral Leighton W. Smith, NATO-Kommandeur der Allied Forces Southern Europe (CINCSOUTH) bereitete zusammen mit dem britischen Kommandeur der UNPROFOR-Einheiten Generalleutnant Rupert Smith Maßnahmen für eine Luftoperation vor.

## Verlauf der Operation
Die Operation wurde von NATO und UN gemeinsam im Zuge eines „dual-key“-Verfahrens geführt. Beide Seiten mussten den jeweiligen Zielen zustimmen. Es gab tägliche und wöchentliche Koordinierungsbesprechungen.
Die Operation Deliberate Force begann am 30. August 1995 gegen Ziele in Sarajevo, Pale, Tuzla und Goražde. Ziel war es, die serbisch-bosnischen Führungsstrukturen, Munitionsdepots, Kasernen, strategisch wichtige Brücken und Flugabwehrstellungen auszuschalten.
Beteiligt waren 5000 Soldaten aus 15 Ländern mit 400 Flugzeugen, darunter 222 Kampfflugzeugen. Die Maschinen starteten rund um die Uhr von 18 Luftwaffenstützpunkten in Europa (40 Prozent davon vom Luftwaffenstützpunkt Aviano im Nordosten von Italien) und von drei Flugzeugträgern.
US-Kriegsschiffe feuerten am 10. September 1995 dreizehn BGM-109 Tomahawk-Marschflugkörper auf die Luftverteidigung der Bosnisch-Serbischen Armee in der Nähe von Banja Luka. An der Luftoperation nahmen acht Nationen teil; sie flogen bis zum 14. September 1995 über 3.500 Einsätze. 14 deutsche Tornado-Kampfflugzeuge flogen von Piacenza aus 65 Einsätze.
Am 30. August 1995 traf eine serbische Flugabwehrrakete nahe Pale ein französisches Kampfflugzeug vom Typ Dassault Mirage 2000K. Die beiden Piloten retteten sich mit ihren Schleudersitzen. Während der NATO-Luftangriffe wurden 386 feindliche Ziele mit 1026 Bomben bekämpft.
Nachdem die Serben ihre schweren Waffen abgezogen und eine Garantie für die verbliebenen Schutzzonen abgegeben hatten, wurde die Luftoperation am 21. September 1995 beendet. Damals hatten die Serben in der „Republik Krajina“ gegen die kroatische Armee eine schwere Niederlage erlitten und bosnische Regierungstruppen hatten eine Offensive gegen die serbischen Streitkräfte begonnen. Das Ergebnis der massiven Luftangriffe in Verbindung mit den Bodenoffensiven der Kroaten und Bosniaken war der Dayton-Vertrag vom 14. Dezember 1995.

## Einsatzflugzeuge
| Typ                                 | Anzahl gesamt | Land und Stationierungsort |
| ----------------------------------- | ------------- | --- |
| F-16C/D, NF-16A/R, TF-16C           | 54            | 20 Aviano Air Base 18 Villafranca Air Base 16 Militärflugplatz Ghedi                                                                                           |
| F/A-18C/D, EF-18A                   | 32            | 24 America (Adriatisches Meer) 8 Aviano Air Base |
| Tornado                             | 28            | 14 Militärflugplatz Piacenza 8 Militärflugplatz Ghedi 6 Militärflugplatz Gioia del Colle                                                                       |
| KC-135                              | 25            | 12 Militärflugplatz Pisa 12 Istres-Le Tubé Air Base 1 Militärflugplatz Pisa                                                                                    |
| GR-7/FMK-3 Harrier FA-2 Sea Harrier | 23            | 17 Militärflugplatz Gioia del Colle 6 Invincible (Adriatisches Meer)                                                                                           |
| E-3                                 | 23            | 8 Air Base Geilenkirchen, Flughafen Trapani, Flughafen Aktio 4 Air Base Geilenkirchen 4 Flughafen Trapani 4 Flughafen Aktio 2 Aviano Air Base 1 Avord Air Base |
| Mirage 2000C/D/K                    | 18            | 18 Militärflugplatz Cervia |
| O/A-10A                             | 12            | 20 Aviano Air Base |
| EA-6B                               | 10            | 10 Aviano Air Base |
| Mirage F1                           | 8             | 8 Militärflugplatz Istrana |
| Jaguar A                            | 8             | 8 Militärflugplatz Istrana |
| EC-130                              | 7             | 7 Aviano Air Base |
| AMX                                 | 6             | 6 Militärflugplatz Istrana |
| Super Étendard                      | 6             | 6 Foch (Adriatisches Meer) |
| General Dynamics EF-111A            | 6             | 6 Aviano Air Base |
| KC-10A                              | 5             | 5 Flughafen Genua |
| AC-130H                             | 4             | 4 Aviano Air Base |
| G.222                               | 4             | 4 Militärflugplatz Pisa |
| K-1 Tristar L-1011                  | 2             | 2 Flughafen Palermo-Boccadifalco |
| C-135FR                             | 1             | 1 Istres-Le Tubé Air Base |
| C-130H                              | 1             | 1 Militärflugplatz Pisa |
| C-212                               | 1             | 1 Flugplatz Vicenza |
| U-2R                                | ?             | RAF Fairford, RAF Alconbury |
|                                     | 284           | |

## Deutsche Beteiligung

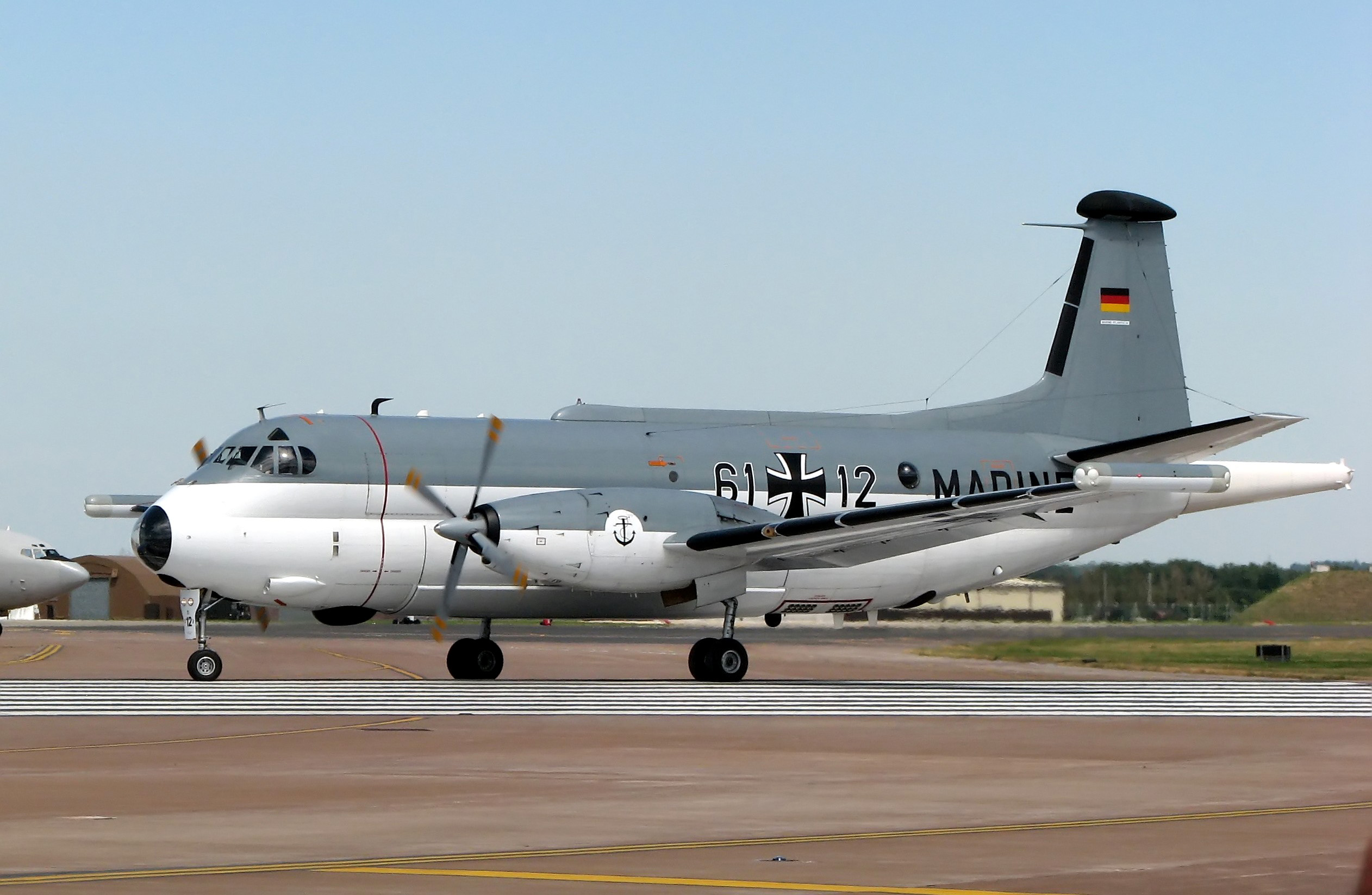
Seefernaufklärer Bréguet Atlantic der deutschen Marine

Die deutsche Beteiligung an UNPROFOR in Bosnien-Herzegowina begann am 8. August 1995. Wegen der zunehmenden Gefahr für die Blauhelmsoldaten entsandten die Vereinten Nationen aufgrund der UN-Resolution 988 des UN-Sicherheitsrates vom 16. Juni 1995 den „Schnellen Einsatzverband“. 386 von 637 Abgeordneten des 13. Deutschen Bundestages (damals regierte das Kabinett Kohl V; CDU/CSU-Fraktion und FDP-Fraktion hatten zusammen 341 Sitze) stimmten am 30. Juni 1995 für eine deutsche Beteiligung. Vorgesehen waren ein Feldlazarett und zwei Rettungszentren des Heeres, zwölf Transall und 14 Tornados der Luftwaffe. Die Marine stellte neben zwei Aufklärungsflugzeugen Bréguet Atlantic einen Minenabwehr- und einen Schnellbootverband bereit, von denen nur die Aufklärungsflugzeuge abgerufen wurden. 
Oberst Hans-Heinrich Dieter war vom 24. Juli bis 7. Dezember 1995 Nationaler Befehlshaber und Kommandeur des 1. Deutschen Kontingents (GECONUNPF) mit 531 Soldaten. Der Einsatz der Bundeswehr endete mit der Übernahme der Verantwortung durch die NATO und der Bildung der Peace Implementation Forces (IFOR).

## Besonderheiten
- Die erste Luftoperation mit dem überwiegenden Einsatz von präzisionsgesteuerten Waffen (69 %)
- Erster Einsatz von Tomahawk-Marschflugkörpern in Europa
- Erster anhaltender gemischter Einsatz von lasergesteuerten Präzisionsbomben GBU-12 Paveway und GBU-24 durch F-16 der USAF.
- Erster anhaltender Einsatz von GBU-15 elektro-optisch gesteuerten Präzisionsbomben durch F-15E
- Erster Einsatz von AGM-88 HARM (High-Speed-Anti-Radiation-Missile) durch F-16 der USAF im Einsatz gegen Radaranlagen.
- Erster Einsatz der Aufklärungsdrohne Predator durch die USAF
- Erster Kampfeinsatz der deutschen Luftwaffe seit dem Zweiten Weltkrieg[5]
- Erster Kampfeinsatz der spanischen Luftwaffe seit Ende der Franco-Diktatur
- Erste Beteiligung der italienischen Luftwaffe an einer NATO-Deny Flight Operation
- Erste Bewährung der französischen Mirage 2000D/K und des SEPECAT Jaguar im Einsatz

Zu den wichtigsten Aufgaben der nichtamerikanischen Alliierten gehörte die Luftaufklärung. Dafür kamen niederländische und türkische F-16, französische Mirage, britische Jaguar, spanische F/A-18 und deutsche Tornados zum Einsatz. Die USAF setzte die Lockheed U-2R und unbemannte Aufklärungsflugzeuge ein.
Einzelne Alliierte hatten politische Probleme mit den gemeinsamen Zielen. So verweigerte Italien (das Kabinett Dini bestand aus parteilosen Fachleuten und regierte vom 17. Januar 1995 bis zum 17. Mai 1996) die Stationierung von F-117-Stealth-Bombern auf der US-Luftwaffenbasis Aviano.